# Dán Észtország
Az érett középkorban és a korai újkorban Dánia két időszakban ténylegesen uralta Észtország bizonyos részeit, illetve igényt tartott rájuk.
- Észt Hercegség (1206-1346),
- Ösel, mint dán tartomány (1560-1645)

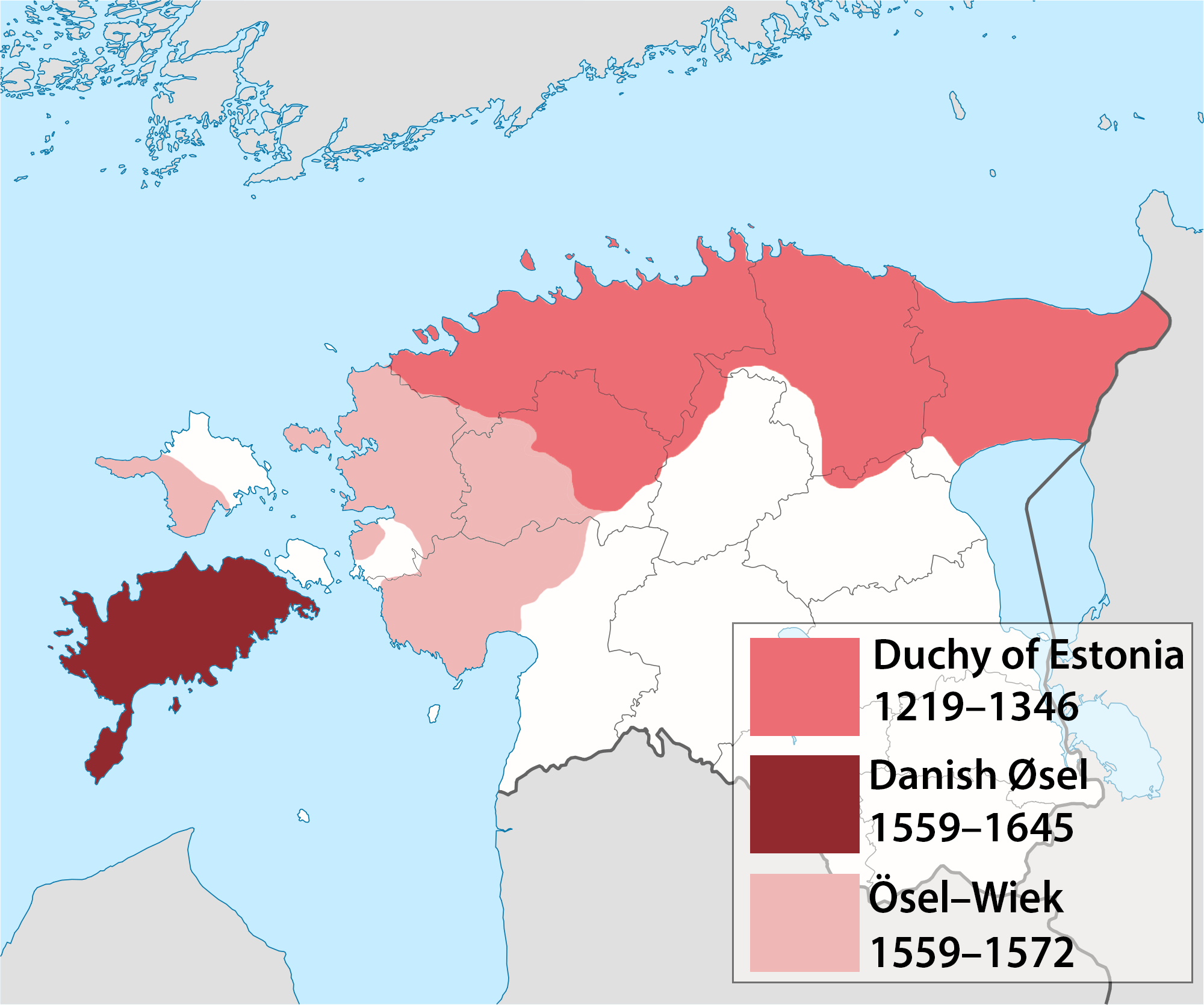
Dán Észtország

## Észt Hercegség 1206–1346

### Észtország és Livónia a dánok előtt
A dánok a vendek leigázása után a mai Észtország meghódítására – keresztes-hadjárat keretében történő megtérítésére – készültek. Észtország és Lettország – Livónia – ekkor a pogány törzsek által lakott terület volt, becslések szerint alig 150-250 ezer lakossal. A területet kelet felől apróbb orosz hercegségek határolták, délről az észt és lett törzseknél szervezettebb litván törzsek és fejedelemségek. Livónia elfoglalásáért akarva-akaratlanul versenyt futott a svéd és a dán királyság, az orosz hercegségek és a Bréma környékéről induló kereskedők. Ez utóbbiak sikerét az 1198-ban rigai püspöknek kinevezett Albert rigai püspök agresszív, erőszakos fellépésének köszönhetik, Albert független teokratikus államot hozott létre a fejletlen balti térségben az őslakos népek és kultúrájuk pusztítás árán.
A keresztény hódításról csak a győztes oldaláról maradtak feljegyzések, krónikák. Az egyik legfontosabb Henrik Livónia krónikája, a szerző személyesen vett részt 1200-1228 között az eseményekben. Bár kritikával kezelendő, de hasznos forrásmű a Livóniai verses krónika is. A legyőzöttekről ezek – és a többi – beszámoló természetesen saját érdeke, felfogása és világnézete alapján ír, a sine ira et studio elve egyáltalán nem érvényesül, sőt.
A pogány törzsek vezetőit a krónikák hercegeknek, királyoknak nevezik, ami a történészek és régészek szerint tévedés. A leginkább régészeti leletek alapján úgy vélik, hogy a pogányok családokba, a családok nagycsaládokba, törzsekbe szerveződtek. A nagycsaládok, törzsek vezetői adott kérdésekben tanácskoztak, döntöttek, de a döntés nem volt kötelező érvényű – nem is volt mód egy döntés erővel történő betartatására a katonai összecsapáson kívül, hiszen nem alkottak államot. Ez a hódítók – németek, dánok, svédek... – számára, akik a hierarchikus államrendet ismerték, számtalan esetben okozott gondot, emberveszteséget. Hiába állapodtak meg egy lett törzzsel a békéről, ez a többi lett törzs számára semmilyen kötelező erővel sem bírt. A támadásukat viszont a hódítók szerződésszegésnek tartották.
Livónián át három fő kereskedelmi út vezetett, mindhárom hosszú hajózással kezdődött a mai svéd partok mellett. A legészakibb út Åland szigetvilágának déli részét érintve haladt a mai Narváig. Innen kettéágazott, a dél felé tartó út a mai Tartu érintésével vitt Polockba, a másik továbbhaladt a Ladoga-tó felé. A másik két fő kereskedelmi út Gotland északi csúcsánál kanyarodott el és az Ösel sziget(ek) alatt haladt a Rigai-öböl felé. Az középső út Viljandin át vitt Tartuba, a harmadik, déli út a Daugava folyó volt, ennek torkolatában alapította 1201-ben  a német Albert püspök Riga városát. A folyón volt elérhető az orosz Polack városa. A beltengerek és a folyók október és április között befagytak, így a kereskedők (és a hadak) ezeket használták közlekedésre. Az időjárás miatt az anyaországból hajóval csak április és október között lehetett megközelíteni Livóniát.

### II. Valdemár és fiai

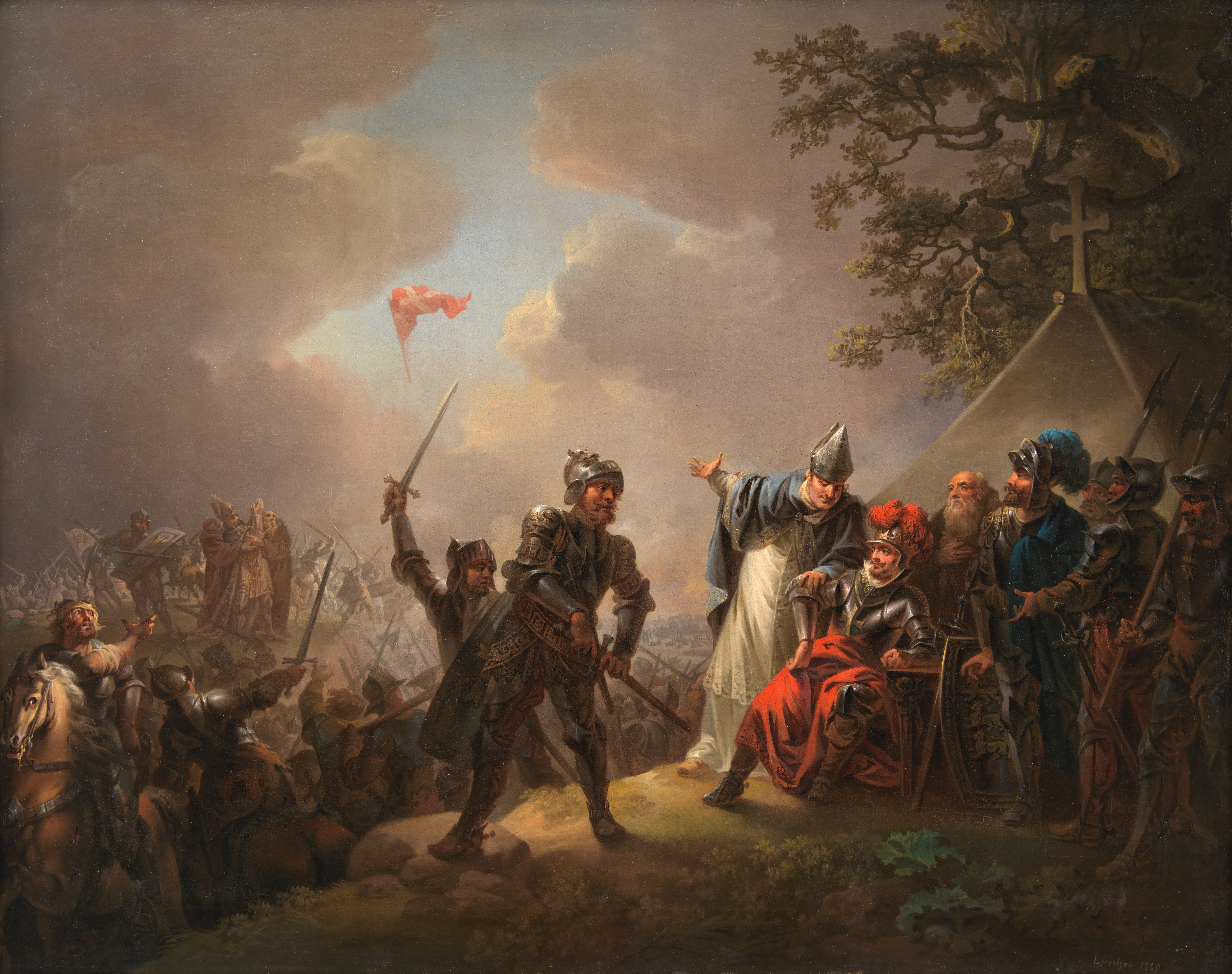
Christian August Lorentzen (1749–1828) festménye. Balra a háttérben Anders Sunesen érsek felemelt kézzel, az előtérben pedig Peder Jacobsen roskildei püspök, aki Dannebrogra mutat, miközben tájékoztatja II. Valdemár dán királyt.

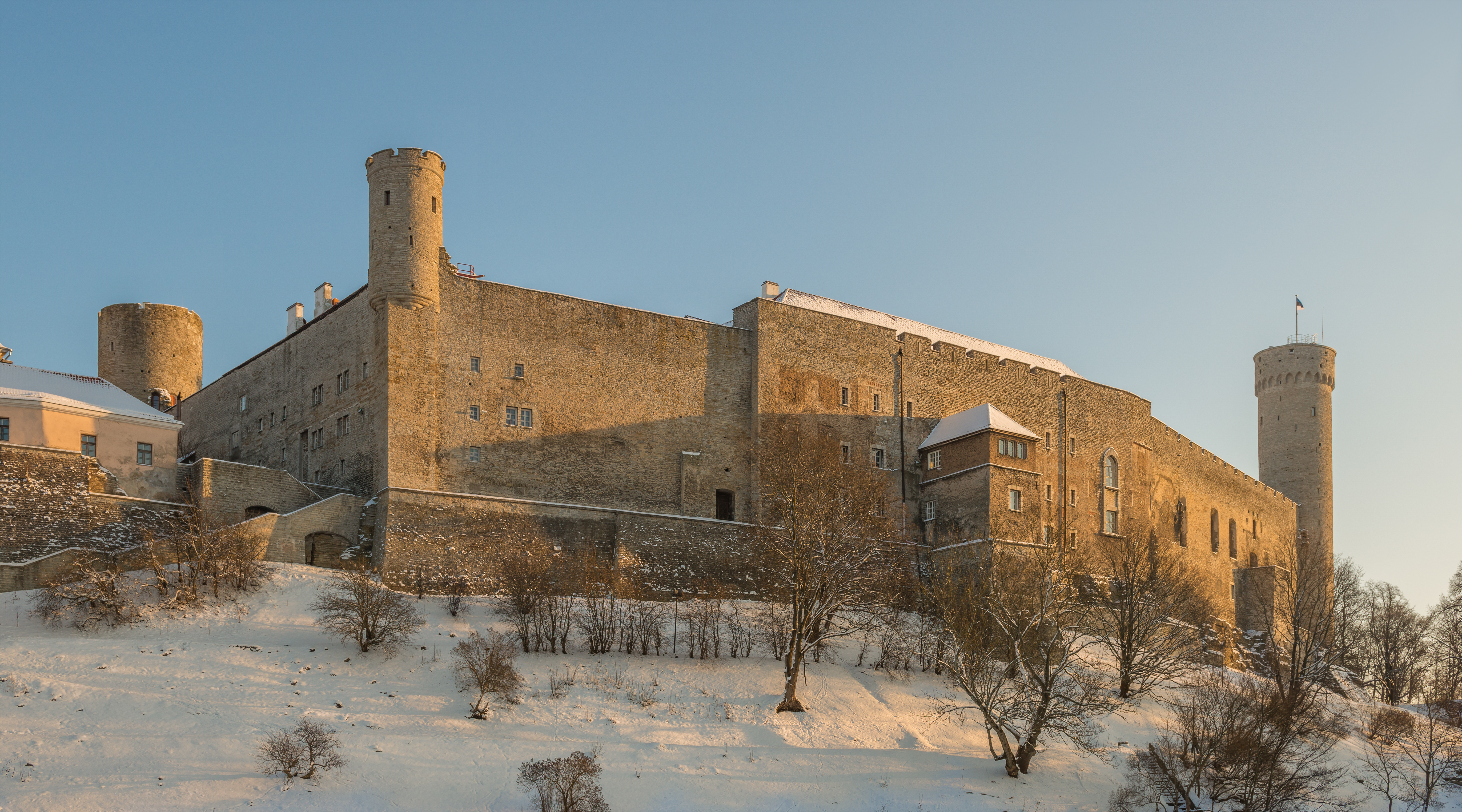
A Toompeai vár Tallinnban. A várkastély napjainkban az észt parlamentnek (Riigikogu) ad helyet

1202-ben, amikor a Győztes Valdemár bátyját, VI. Knutot követte a királyi székben, azonnal megkezdte a keresztes hadjárat előkészületeit. A krónikás, Livóniai Henrik szerint ennek az az oka, hogy az Észtország partjainál fekvő Ösel szigetén élő pogányok megtámadták a blekinge-i dán birtokokat és hazafelé menet kifosztották Gotlandot. Az észt történészek szerint az Ösel-szigeti törzsek a kereskedelmi hajóutak feletti ellenőrzés megőrzése céljából hajtottak végre az említetthez hasonló portyákat.
1204-ben Anders Sunesen lundi érseket a skandináv régió pápai nunciussá nevezték ki, a misszióért és a keresztes hadjáratért felelt. Ugyanebben az évben egy dán keresztes flotta hajózott Ösel szigetére a Sunesen vezetésével. A dánok partra szálltak és legyőzték az észt ellenállást. Sikerült felépíteni egy faerődöt, de a tél közeledtével azt feladták, felgyújtották. Anders Sunesen Rigába hajózott, ahol a telet a jövőbeli keresztes hadjáratok terveivel töltötte.
1219-ben Valdemár több száz hajóból álló flottát gyűjtött az észtek ellen, amelyet Sunesen érsek vezetett püspökeivel.
A király mozgósította az összes harcost, akit csak tudott, alkalmazva mind a leding-et, mind pedig hadba hívva a nemeseket és magánseregeiket. Csatlakozott hozzá a Wizlav herceg vezette vendek sereg is. A mai Tallinntól (német neve: Reval) nem messze, Lyndanisse kikötőjében szálltak partra Revelia (Revala, Rävälä) tartományban. A észt törzsek látszólag barátságosan fogadták a dánokat, miközben hadba szólították seregeiket. 1219. június 15-én váratlanul rátámadtak a gyanútlan keresztes seregre. Az észt győzelmet a dán király hűbérese, Wizlav herceg akadályozta meg. Kis csapatára – kétszáz katona – nem csaptak le az észt támadók, így ellentámadást indított, ez adott időt a dánoknak soraik rendezésére, fegyvereik felvételére. A csata a keresztesek győzelmével zárult.  A dánok számára ez a csata különösen fontos, mert e csatától eredeztetik a máig használt dán zászló megjelenését, a csata napja, június 15-e ma is ünnep Dániában (Valdemarsdag). A dánok kővárat építettek a régi földvár helyére, amelyet bár 1220-ban és 1223-ban az észtek ostrom alá vettek, sikerült ellenállnia a támadásoknak. A következő években Észtország egész északi része dán ellenőrzés alá került, és az Észt Hercegség létrejöttéhez vezetett, a hercegség fővárosa az 1219-től Lyndanisse volt.
Az 1219-es lyndanisei győzelem után II. Valdemár király megszilárdította hatalmát. Egyik fiát, Canute-t Észtország hercegévé nevezte ki. Az Észt Herceg (dux Estoniae) címet – létezése alatt – a dán királyi család tagjai viselték.
A Kardtestvérek rendje – amely Riga irányából hódította meg Észtországot és térítette meg a pogány népeket – és Dánia megegyeztek Észtország felosztásáról, a határ vonaláról azonban képtelenek voltak megállapodni. 1220-ban a dán király beleegyezett, hogy legyen a Kardtestvéreké a déli Sakala és Ugaunia tartományok (amelyeket a rend már úgyis meghódított). Ezt a felosztást nem fogadta el sem Albert rigai püspök, sem a Kardtestvérek. Észtország egyes területeiért a németek, a dánok és esetenként a svédek is egymással is csatákat vívtak.
Modenai Vilmos püspök II. Honoriusz pápa legátusa és a legátus helyettese, Johannes azonban 1225 és 1227 között kiszorította a dánokat Észtországból, a területet a pápa tulajdonának nyilvánították – de e tett mögött nem állt pápai utasítás. A kardtestvérek ekkor foglalták el Tallinnt. 1227-ben a Német Lovagrend – amelybe a Saulei csata elvesztését követően a Kardtestvérek rendje némi önállóságot megtartva beolvadt – valamennyi dán területre rátette a kezét, de IX. Gergely pápa utasítására 1238-ban a stensbyi szerződés alapján vissza kellett adnia a dánoknak Harriát és Vironiát, Jerwiát azonban megtarthatta.
Így, amikor II. Valdemár 1241-ben meghalt, az észtországi dán birtok határait egyértelművé váltak. A dán korona vezető képviselője a király helytartója (capitaneus) volt a tallinni várban. Királyi vár épült Wesenbergben (Rakvere), majd Narvában is. A vazallusok, akik hűbérbirtokot a dán királytól, a helyi igazságügyi igazgatásért feleltek. Valdemar király népszámlálási könyvéből – Liber Census Daniae (1220–1241) adólista, amely máig fennmaradt fontos földrajzi-történelmi dokumentum, illetve 500 észt helynevet és 114 helyi hűbéres nevét tartalmazó nyelvemlék – megállapítható, hogy vazallusok ekkoriban dánok és észtek egyaránt voltak. Az a tény, hogy a népszámlálási könyv feljegyzéseket tartalmaz az észtországi birtokokról, hangsúlyozza az ország jelentőségét Dánia királyai számára.
Egyházi ügyekben a tallinni püspökség a dán lundi érseki hivatalra figyelt, bár hivatalosan a rigai egyháztartomány része volt. A dán korban több kolostort is alapítottak Tallinnban és azon kívül. 1248-ban IV. Erik dán király, aki soha sem járt Észtországban,  Revalnak (Tallinn) Hanza jogállást adományozott Lübeck mintájára. A város kereskedői és kézművesei Szent Knut és Szent Olaf céhekbe  szerveződtek más dán városok kézműveseihez hasonlóan. A dánok részt vettek a Novgorodi–lovagrendi háborúban 1240–42 között.

### Margaret Sambiria-tól VI. Erikig
I. Kristóf dán király 1259-ben történt halála után a kiskorú V. Erik dán király helyett Margaret Sambiria irányította Dániát és az Észt Hercegséget. 1266-ban nagykorúvá vált fia „Észtország hölgye” (domina Estoniae) címet adományozta részére, a távoli birtokot az anyakirálynő a dél-dániai Nykøbing Falsterből irányította. Elrendelte, hogy erősítsék meg a Tallinn falait, és az észt vazallusokat is közreműködésre buzdította. Az 1268-as Narva folyón át történet orosz támadás jelezte, Észtország védelme nem hanyagolható el.
VI. Erik dán király igyekezett az észt kereskedelmet előmozdítani. 1294-ben megígérte, hogy megvédi a Hanza-kereskedők Novgorodba vezető szárazföldi kereskedelmi útvonalait. Az uralkodása alatt kiadott Észtországra vonatkozó számos szabályozás alátámasztja a hercegség iránt tanúsított általános érdeklődést. Amikor 1303-ban testvérét, Kristófot Észtország hercegévé nevezte ki, a korona észt vazallusai ellenállásba ütközött. A királyi vazallusok Észtországban számos olyan joggal is rendelkeztek, amellyel az anyaországbeliek nem. Attól tartottak, hogy ha a korona helyett a herceg hűbéresei lesznek, akkor a megszerzett jogaik csorbulhatnak. Először 1259-ben léptek fel egységes csoportként, 1282-től a vazallusok közül választott tizemnkét fős gyűlés egyfajta királyi tanácsot alkotott, amely a király tallinni helytartójával együtt részt vett a hercegség kormányzásában.

### Az Észt Hercegség megszűnése
A dán királyok sorozatos háborúskodásuk és belháborúik következtében oly mértékben eladósodtak, hogy birtokaik elzálogosításával, eladásával kellett pénzt teremteniük – a további háborúzáshoz. II. Kristóf dán király 1329-ben megígérte, hogy Észtország soha nem válik el a dán koronától. 1332-ben bekövetkezett halálát nyolc év interregnum követte. Idősebb fia, Otto „Észtország és Lolland hercege” címet viselte, Észtország azon kevés birtokok egyike volt, amelyeket még mindig irányíthatott a dán korona elnyerésére tett erőfeszítései során.
1340-ben IV. Valdemárt választották dán királlyá. Apránként nyerte vissza Dániát hódításaival vagy a királyság jelzáloggal terhelt részeinek megváltásával. 1340/41-ben elkezdték az Észt hercegség eladását, de nem jutottak megállapodásra. 1343-ban kitört Nagy észt felkelés, amelynek csúcspontján az észt parasztok Tallinnt ostromát, de az ostromló sereget legyőzte a Német Lovagrend Livón mestere, Burchard von Dreileben, által irányított mentősereg. Miután a lázadást leverték, Valdemár király Stig Andersen nemest küldte Dániából Észtországba, hogy királyi hatalmat képviselje, a valóságban azonban a királyi várak a rend birtokában maradtak.
1346-ban Valdemar eladta észt birtokait a rendnek. A király nyílt levélben kifejtette, hogy testvére, Ottó, az észt herceg belép a Német Lovagrendbe, és így az Észt hercegség a Lovagrenddé lesz. A király ezért feloldotta észt alattvalóit hűségük alól, és a Német Lovagrendhez irányította őket, mint új földesurukhoz. E jogi megoldás mellett Valdemárnak 19 000 márkát fizetett ki a Lovagrend. Ezzel megszűnt az Észt hercegség.

### Dánia királyai a Dán Hercegség fennállása idején
- 1202–1241 II. (Győzedelmes) Valdemár (1170–1241)
- 1241–1250 IV. Erik dán király (1216–1250)
- 1250–1252 Ábel dán király (1218–1252)
- 1252–1259 I. Kristóf dán király (1219–1259)
- 1259–1286 V. Erik dán király (1249–1286)
- 1286–1319 VI. Erik dán király (1274–1319)
- 1319–1326 II. Kristóf dán király (1276–1332)
- 1326–1329 III. Valdemár dán király (1315–1364)
- 1329–1332 II. Kristóf dán király (ismét) (1276–1332)
- 1332–1340 interregnum
- 1340–1375 IV. Valdemár dán király (1320–1375)

### Dán helytartók Észtországban
- Anders Sunesen 1206, 1219-1221
- 1248–49 Saxo Aginsun
- 1249 Stigot Agison
- 1254–57 Saxo
- 1259 Jakob Ramessun
- 1266 Woghen Palissun
- 1270 Siverith
- 1275–1279 Eilard von Oberch
- 1279–1281 Odewart Lode
- 1285 Letgast
- 1287 Friedrich Moltike
- 1288 Johann Sialanzfar
- 1296 Nils Axelsson
- 1298 Nikolaus Ubbison
- 1304 Johann Saxesson
- 1310 Johannes Canne
- 1312–1313 Ago Saxisson
- 1313–1314 Heinrich Bernauer
- 1323 Johannes Kanna
- 1329 Heinrich Spliit
- 1332–1335 Marquard Breide
- 1340–1343 Konrad Preen
- 1343 Bertram von Parembeke
- 1344–1346 Stigot Andersson

Ez a felsorolás a dán Wikipédia Hertugdømmet Estland oldaláról való.

### Az Észt hercegség újra létrejöttei
Az Észt hercegség két alkalommal éledt újra:
- 1561–1721, amikor a Svéd Királyság része volt a terület. Az Észt Hercegség (svédül: Hertigdömet Estland, észtül: Eestimaa hertsogkond, németül: Herzogtum Estland), más néven svéd Észtország[33] (svédül: Svenska Estland) a Svéd Királyság fennhatósága alatt állt 1561–1721 között, ekkor Észtország nagy része vagy egésze svéd uralom alatt volt. Észtország északi részei – Reval (Tallinn) és Harjumaa, Nyugat-Virumaa, Raplamaa és Järvamaa megyék – 1561-ben, Läänemaa pedig 1581-ben hódoltak be a svéd királynak. A köznyelvben a "régi szép svéd idők"[34] (észtül: vana hea Rootsi aeg) frázissal hivatkoznak az időszakra az észtek.

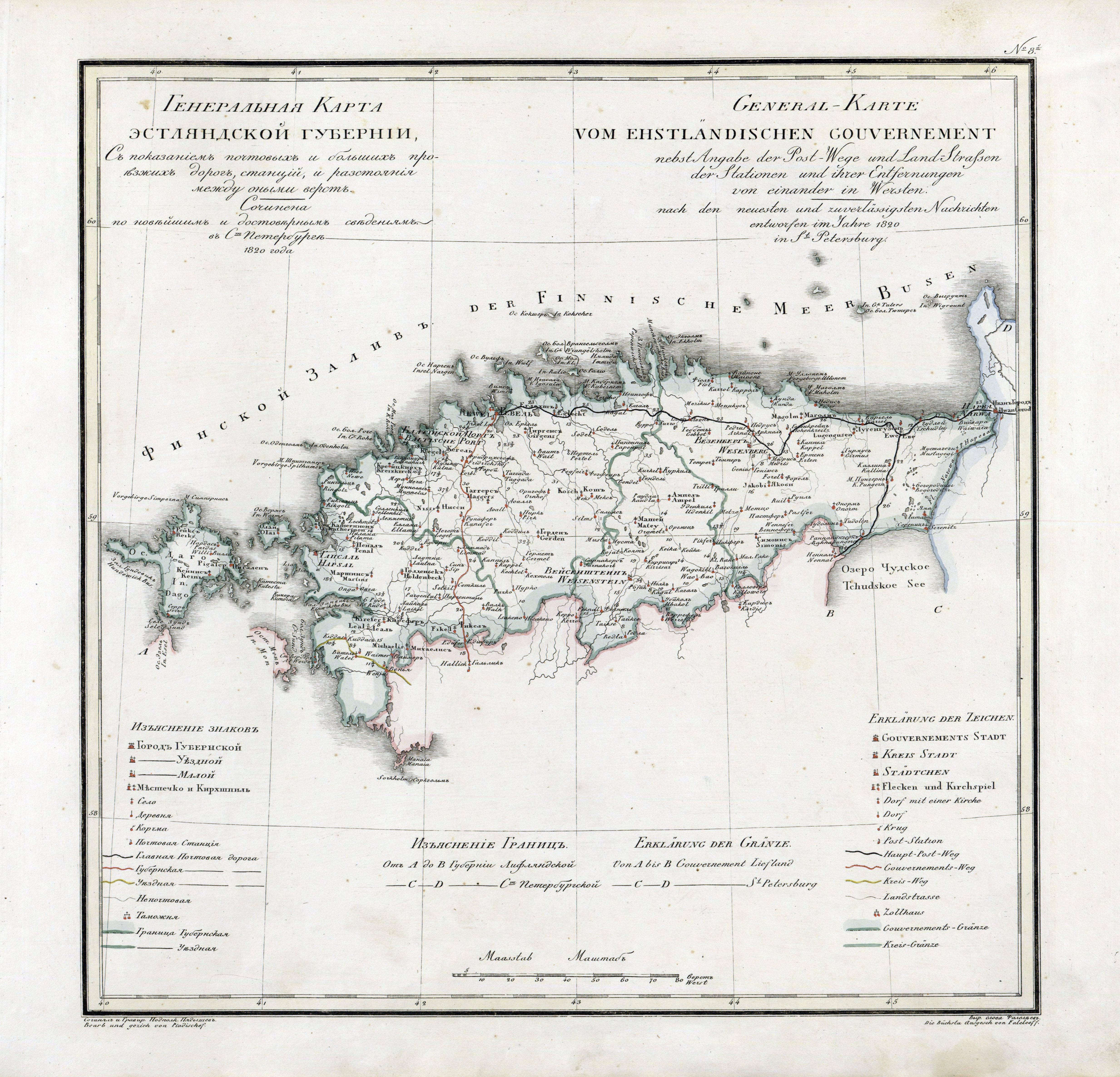
Az észt kormányzóság, 1820.

- Az észt kormányzóság, 1820.[35]1721–1917, amikor az Orosz Birodalom része volt. Észtország kormányzósága (németül: Gouvernement Estland, oroszul: Эстляндская губерния) az Orosz Birodalom egyik közigazgatási egysége, amelyet Észtország kormányzására hoztak létre. A „kormányzat” kifejezést viszonylag ritkán használták. A hivatalos dokumentumokban a hercegség (das Hertzogthum Ehstland, das Hertzogthum Liefland) nevet részesítették előnyben. Észak-Észtország annektálása után 1719-ben az egykori Észt Általános Kormányzóság területeiből megalakult a Tallinni Kormányzóság. Ez volt a közigazgatási egység elnevezése 1783-ig, amikor megalakult a tallinni helyettes közigazgatás. 1796-ban visszaállították a régi kormányzósági határokat, és a kormányzóságot ettől kezdve Észtország kormányzóságának nevezték. A kormányzóság Észtország függetlenné válásáig, 1918. február 24-ig az Orosz Birodalom része volt.

## Ösel dán tartomány

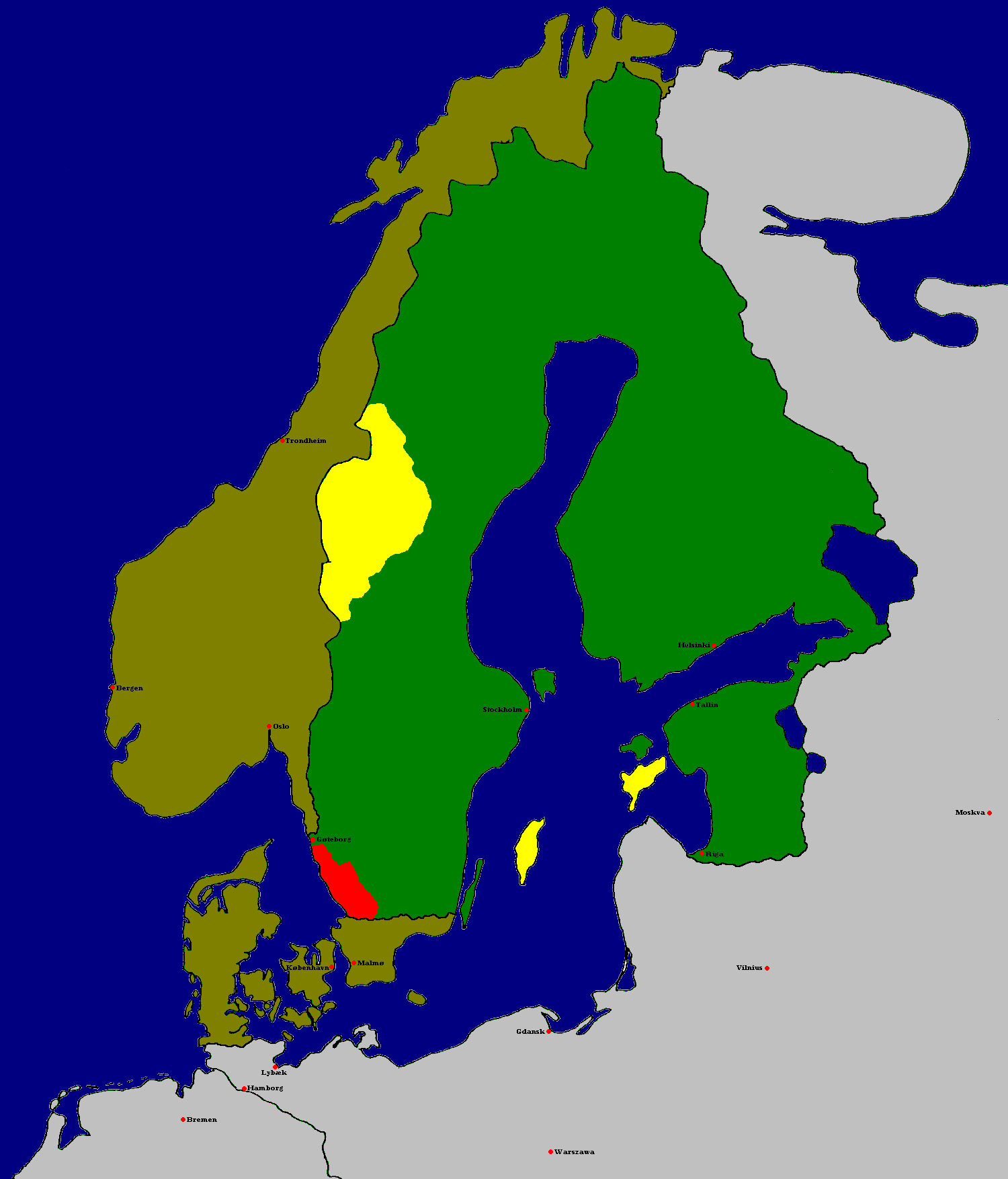
A brömsebro-i béke területi rendelkezései:
Dánia–Norvégia
Svédország
Svéd szerzemény: Jämtland, Härjedalen, Idre & Serna, Gotland és Øsel (Saaremaa) szigetek
Svéd szerzemény 30 évre: Halland tartomány

1560-ban II. Frigyes dán király megvásárolta az Ösel egyházmegyét az utolsó hercegpüspöktől, Johann von Münchhausentől. A birtokokat apanázsként a király öccse, Magnus, Holstein hercege kapta, aki ettől kezdve viselte az Ösel hercege címet. Magnus sikertelen kísérletet tett Livónia egyesítésére, e közben támogatásért cserébe elfogadta, hogy IV. Iván orosz cár Livónia királyává koronázza. A cím értéktelen volt, viszont a dán király elvonta tőle az Ösel hercege címet.
1645-ben Ösel a Brömsebroi békeszerződés értelmében svéd uralom alá került.

### Ösel dán kormányzói
- 1562–1567 Heinrich Wulf
- 1563–1567 Valkendorf Christopher
- 1573–1576 Klaus von Ungern zu Dalby
- 1576–1584 Johann von Mentz
- 1584–1587 Mathias Budde
- 1599–1612 Claus Maltesen Sehested
- 1612-1615 Niels Mogensen Krag (Nils Kraggen)
- 1615-1635 Jakob Wacke
- 1635-1643 Anders Bille
- 1643-1645 Ebbe Ulfeldt

## Fordítások
- Ez a szócikk részben vagy egészben  a   Magnus af Øsel című dán Wikipédia-szócikk ezen változatának fordításán alapul.  Az eredeti cikk szerkesztőit annak laptörténete sorolja fel. Ez a jelzés csupán a megfogalmazás eredetét és a szerzői jogokat jelzi, nem szolgál a cikkben szereplő információk forrásmegjelöléseként.